# Le Dune

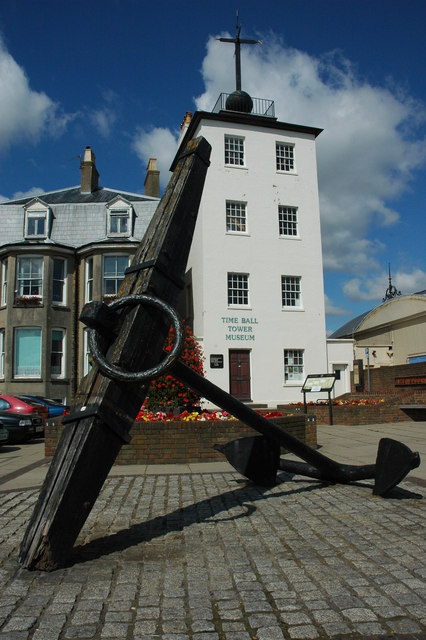
Torre Timeball, Deal, Kent

Le Dune (in inglese The Downs) è una rada nella parte meridionale del Mare del Nord, vicino alla Manica fuori della costa orientale del Kent, tra il Nord Foreland e il Sud Foreland, nell'Inghilterra meridionale.
L'ancoraggio ha una profondità di 22 metri.

## Storia
Nel 1639 vi si svolse la battaglia delle Dune, quando la marina olandese distrusse una flotta spagnola che aveva cercato rifugio nelle acque della neutrale Inghilterra. Dall'Età elisabettiana in avanti la presenza delle Dune contribuì a fare di Deal uno dei primi porti inglesi e nel XIX secolo esso fu dotato di una propria torre con telegrafo e Time ball, per consentire alle navi la taratura dei loro cronometri.
Anche durante le burrasche da sud un rifugio era possibile, anche se in tali condizioni i naufragi non erano infrequenti. Tempeste da qualsiasi direzione possono anche spingere le navi sulla riva o sui banchi di sabbia, che – a dispetto del rifugio – venivano costantemente spostati e non adeguatamente segnalati. Le Dune fungevano, nel periodo della navigazione a vela, da base permanente per le navi da guerra che pattugliavano il Mare del Nord e da punto di raccolta per navi nuove o rimodernate che uscivano dai cantieri navali di Chatham, come l'HMS Bellerophon, e costituiva un ancoraggio sicuro durante il cattivo tempo, protetto a est dai "banchi di Goodwin" e a nord e a ovest dalla costa.
Le Dune si trova anche tra lo stretto di Dover e l'estuario del Tamigi, così che sia le navi mercantili in attesa di un vento dall'est per entrare nel canale, sia quelle dirette a Londra vi si radunavano, spesso per lunghi periodi. Secondo il Museo marittimo di Deal e altre fonti, ci sono testimonianze scritte di fino a 800 navi all'ancora nello stesso tempo.
Attualmente, con il canale della Manica ancora il più trafficato tratto di mare del mondo, traghetti del Canale e altre navi cercano rifugio ancora qui.

## Le Dune nella cultura di massa
- Black-eyed Susan o All in the Downs è una canzone iconica di John Gay.